# 가보트

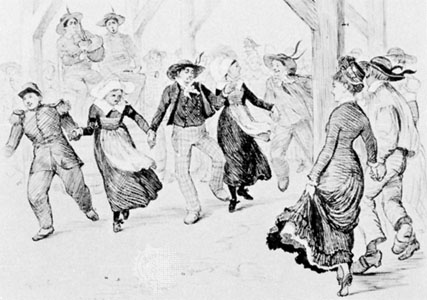
1878년 프랑스 브르타뉴 지방에서 가보트 춤을 추는 모습

가보트(gavotte)는 17세기 프랑스에서 발생한 춤곡이다. 4/4박자 또는 2/2박자의 보통 속도로 된 춤곡이다. 프랑스 남동부 도피네 지방 토착민을 가리키는 '가보트'(Gavots)란 말에서 유래됐다.
궁중 무도회에서 이 춤을 출 때는 브랑르(branle) 춤에서 따온 스킵 스텝으로 원을 그리면서 즉흥적으로 쌍쌍이 춤을 추다가 파트너에게 키스하는 것으로 끝을 맺었다. 그뒤 더욱 격식을 갖추게 되면서 키스 대신 꽃을 교환했다. 4분음표 2개의 아우프탁트로 시작하여 마디의 중간에서 끝나는 것이 많다. 모음곡에서 가보트는 '갈랑트리'(galanteries)라고 하는 임의의 종속 악장에 나타난다. 3부분으로 구성되어 있는 이 악곡은 앞부분은 활발한 2/2박자로 씌어졌지만 뒷부분은 두 박자 윗박을 유지하고 있다. 2악절은 드론 베이스(지속저음)가 계속되는 전원풍의 뮈제트로 되어 있다..